# حمد بن سعيد البوسعيدي
حمد بن سعيد البوسعيدي (؟؟؟؟ - 1792) والٍ وسياسي من الأسرة البوسعيدية، عينه والده الإمام سعيد بن أحمد نائبا عنه في مسقط بين عامي 1199و1206 هـ (1784 – 1792م)، عندما كان في الرستاق.
أقام حمد في مسقط وأصبح الحاكم الفعلي لعُمان ولكنه لم يتلقب بلقب الإمام وأكتفى بلقب السيد. كان سلوكه حميدًا فأكرمه أهل عُمان، وصفه ابن رزيق في كتابه «الفتح المبين في سيرة السادة البوسعيدين» بأنه «داهية من دواهي العرب»، لذا وفد إليه أهل عُمان، ووصفه سالم بن حمود السيابي في كتابه «عُمان عبر التاريخ» بأنه كان «رجلا مهابا وله همه عالية في أولاد الإمام للقيام بأمر الملك ورعاية الأمة، ولذلك أحبه الناس». حل في عهده قحط شديد ثم نزلت الأمطار وعم الخصب.
بنى حمد برجًا على البحر عند المدخل إلى ميناء مسقط وزوده بمدافع كبيرة رغبة منه في تحصين مسقط، وبنى قلعة بيت الفلج في روي وقلعة أخرى في بركاء، وأمر بصنع باخرة في زنجبار باسم الرحماني التي اشتهرت في عهد الإمام أحمد بن سعيد. حدثت بعض المنافسات السياسية من قبل عميه سيف وسلطان في عهده، فلجأ سيف إلى ساحل إفريقيا الشرقي فتبعه حمد إلى لامو، ولكن سيف مات هناك فعاد حمد إلى عُمان. أما عمه سلطان فقد أجبر على الفرار إلى كوادر على ساحل مكران حيث أخذ يشن حروبه على حمد من هناك.

في عام 1206هـ (1792م) جمع حمد عساكر كثيرة من عُمان ولم يخبر أحدا عن وجهته التي يريدها، فظن عمه قيس أنه يريد حرب صحار، وظن آخرون أنه سيتوجه إلى الرستاق لإخراج أبيه من حصنها، وظن فريق ثالث أنه يريد مومباسا. لكن حمد توجه إلى بركاء وحينما بلغ سيح الحرامل اصابته حمى فلم يقدر على المسير، فعاد إلى مسقط وأصيب بالجدري فكتب إلى أبيه سعيد يخبره بالمجئ إليه إلى مسقط فلما وصل أبوه وجده يعاني شدة المرض، فتوفي بعد ثلاثة أيام في 8 رجب 1206هـ (2 مارس 1792م) ودفن في مسقط.